# Польский, Михаил Афанасьевич
Михаи́л Афана́сьевич По́льский (6 [18] ноября 1891, Новотроицкая, Кубанская область — 21 мая 1960 или 1961, Сан-Франциско, Калифорния) — священнослужитель Русской православной церкви заграницей, протопресвитер; публицист, богослов.

## Биография
Родился 6 ноября 1891 года в семье псаломщика. В 1914 году окончил Ставропольскую духовную семинарию.
В 1918 года был назначен уездным противосектантским миссионером (Ставропольская епархия).
29 июля 1920 года рукоположён в сан диакона, а 1 августа того же года — рукоположён во иерея. Служил в клире Петропавловской церкви у Преображенской заставы в Москве.
В 1921 году поступил в нелегальную Московскую духовную академию (занятия проходили частным образом у профессоров), которая вскоре была закрыта.
7 мая 1922 года сослужил Патриарху Тихону в храме села Богородского под Москвой. Это была последняя литургия до его ареста.
За борьбу с обновленчеством в 1923 года арестован и четыре с половиной месяца провёл в московской Бутырской тюрьме. Затем отправлен в Соловецкий лагерь особого назначения. В лагере работал сетевязальщиком и рыбаком на Филимоновой тоне вместе с архиепископом Иларионом (Троицким). Подробности ареста и пребывания на Соловках были описаны в его «Очерке бежавшего из России священника».
В 1926 года вышел на свободу. 20 декабря 1926 года приговорён к трём годам ссылки в Коми автономную область по статье 58-13 Уголовного кодекса РСФСР. Отбывал наказание в Усть-Сысольске.
Не признал «Декларации» митрополита Сергия (Страгородского) 1927 года и впоследствии от него отделился. Служил как катакомбный священник, имея антиминс от епископа Платона (Руднева).
В конце 1929 году бежал из ссылки в Коми. В 1930 году прожил несколько месяцев в Москве на нелегальном положении, был тесно связан с московскими иосифлянами, посетил в Дивеевом монастыре священника Павла Боротинского, а затем при содействии иосифлянина архитектора Владимира Максимова навсегда покинул СССР. В марте того же года нелегально он преодолел советско-персидскую границу. При побеге из России взял с собой сведения о пострадавших священнослужителях Русской православной церкви, которые позднее использовал в своих сочинениях.
В октябре того же года прибыл в Палестину в Русскую духовную миссию, бывшую тогда под контролем Архиерейского синода Русской церкви; служил в одном из заиорданских монастырей Русской духовной миссии в Святой Земле.
С 1934 года был настоятелем общины Русской православной церкви заграницей (РПЦЗ) в Бейруте.
28 апреля 1935 года возведён в сан протоиерея.
Был участником II Всезарубежного церковного собора в 1938 году; прочитанный им доклад «О духовном состоянии Русского народа под властью безбожников» был издан отдельно в Соборных деяниях (Белград, 1938).
В 1938 году переехал в Великобританию, где до 1948 года был настоятелем прихода в Лондоне в юрисдикции РПЦЗ. 26 ноября 1945 года Архиерейский Синод РПЦЗ протоиерея Михаила наградил наперсным крестом с украшениями за сохранение верности РПЦЗ после перехода в Московский Патриархат митрополита Западно-Европейского Серафима (Лукьянова).
В 1948 году переехал в США, причислен к кафедральному собору во имя иконы Божией Матери «Всех скорбящих Радость» в Сан-Франциско. 14 декабря того же года возведён в сан протопресвитера.
На «Лос-Анджелесском процессе» (1948—1949) — судебном споре об имуществе Преображенской церкви в Лос-Анджелесе — успешно выступал как эксперт-канонист, отстаивая позиции РПЦЗ от посягательств «Северо-Американской митрополии», возглавляемой тогда митрополитом Феофилом (Пашковским). Обстоятельства этого дела описал в работе «Американская митрополия и дело Лос-Анджелесского прихода», изданной в Джорданвилле в 1952 году.
С 1952 года служил старшим кафедральным протоиереем Радосте-Скорбященского собора в Сан-Франциско. Ушёл на покой в 1959 году.
Скончался 21 мая 1960 года в Сан-Франциско.

## Труды
В 1931 году в Иерусалиме напечатал труд «Положение Церкви в Советской России. Очерк бежавшего из России священника». Иван Ильин, посвятивший немало строк его книге, писал об отце Михаиле и его труде: «Его разрывающая душу искренность, поразительная ясность его взглядов, касающихся суждений о православной церкви и её путях, его неброское религиозное мужество, его описание церковной борьбы — стоят того, чтобы довериться его слову». Священник Александр Мазырин, признавая за книгой литературные достоинства, отмечает её особую полемическую заострённость. И приводит слова её автора: «Митрополит Сергий и его Церковь — не величина. Они — как ничто».
В 1948 году в Джорданвилле вышел его труд «Каноническое положение высшей церковной власти в СССР и заграницей», в котором в том числе он доказывал каноничность Русской православной церкви заграницей и неканоничность Московской патриархии после Декларации митрополита Сергия 1927 года, а также обособившейся от РПЦЗ в конце 1947 года Северо-Американской митрополии. Данная публикация ознаменовала возобновление полемики в среде русской церковной эмиграции о том, какое из существовавших канонических устройств являлось наиболее отвечающим церковному сознанию. На эту публикацию в частности ответил Александр Шмеман. В 1960 году в Париже была издана работа Сергея Троицкого «О неправде Карловацкого раскола. Разбор книги прот. М. Польского „Каноническое положение Высшей Церковной власти в СССР и заграницей“». Начиная разбор книги, Троицкий подчеркнул, что она «является самой подробной апологией Карловацкого раскола, пользуется у карловчан-анастасиевцев большим авторитетом, как своего рода их символическая книга». Историк Андрей Кострюков пишет об этой работе: «Он постарался детально изложить обстоятельства возникновения РПЦЗ, её разделения с московской церковной властью и внутренние конфликты. Однако принадлежность автора к Зарубежной Церкви <…> дала о себе знать умалчиванием некоторых „невыгодных“ для неё фактов».
На основе собранного им архива, личных воспоминаний и свидетельств очевидцев написал книгу «Новые мученики Российские», первый том которой вышел в 1949 году в Джорданвилле. В 1957 году вышел второй том этой книги. После выхода второго тома своей книги приступил к работе над третьей частью. Этот труд не был издан.

## Публикации
книги и отдельные издания
- Положение Церкви в советской России : Очерк бежавшего из России священника. Иерусалим, 1931. — 122 с.
- О духовном состоянии русского народа под властью безбожников. (Доклад Собору Православной Русской Зарубежной Церкви с участием клира и мирян 7/20 августа 1938 года). — Белград, 1938. — 23 с.
- О духовном состоянии русского народа под властью большевизма. — Белград, 1938.
- Современное состояние Православной Церкви в СССР. — [Б. м.], 1946. — 34 с.
- Каноническое положение высшей церковной власти в СССР и заграницей]. — [Джорданвилль], 1948. — 194, [2] с.
- Американская митрополия и процесс в Лос Анжелосе. — Jordanville, 1949. — 41 с.
- Новые мученики Российские : Первое собр. материалов. — Jordanville, 1949. — 228 с., [21] л.
- В защиту православной веры от сектантов. — Jordanville, 1950. — 12 с.
- Четвероевангелие. Текст четырёх Евангелий, поставленный параллельно в хронологическом порядке / Сопоставил текст А. С. Ананьин; ред., предисл. и примечания Протопресвитера М. Польского. Jordanville, 1950. 486 с.
- Американская митрополия и дело Лос-Анджелесского прихода. — Джорданвилль, 1952.
- Очерк положения Русского Экзархата Вселенской юрисдикции. — Джорданвилль.: Свято-Троицкий монастырь. — 1952. — 32 С.
- «Письмо в редакцию : О положении Западно-Европейского Экзархата» // Православная Русь. 1952. — № 20. — С. 7-8.
- Теософия и Христианство. Сан-Франциско, 1956. — 14 с.
- Новые мученики Российские : Второй том собрания материалов. — Jordanville, 1957. — 287, [2] c., [14] л.
- The new martyrs of Russia. — Montreal, 1972. — 137 p. (Сокращённое английское издание)

статьи
- «Познание Бога» // На Страже Православия. Лондон, 1939. — № 1. — С. 1-16
- [Рецензия] // Православная Русь. 1948. — № 15. — С. 10-11. Рец. на кн.: Философия техники : Техника и новое миросозерцание / П. Боранецкий. Париж, 1947. 222 с.
- [Рецензия] // Православная Русь. 1948. — № 15. — С. 10. Рец. на кн.: К познанию Православия / Священ. К. Зайцев. Ч. 1. Шанхай, 1948. 218 с.
- [Рецензия] // Православная Русь. 1948. — № 15. — С. 10. Рец. на ст.: «Бытие определяет сознание» / Еп. Иоанн (Шаховской) // Новое русское слово. 1948. 13 июня
- «Церковный дневник еп. Иоанна (Шаховского)» // Православная Русь. 1948. — № 10. — С. 10-11
- «К устройству женской обители в Нью-Джерзи» // Православная Русь. 1949. — № 7/8. — С. 22.
- «К 25-летию со дня кончины Святейшего Патриарха Тихона» // День русского ребёнка. San Francisco, 1950. — Вып. 17. — С. 75—79.
- «В защиту Православия» // Церковность. Сан-Франциско, 1953. — № 2. — С. 3-4
- «Духовные помышления» // Церковность. Сан-Франциско, 1953. — № 2. — С. 4
- «Источник любви к ближним» // Церковность. Сан-Франциско, 1953. — № 11. — С. 3-4
- «Книга Песнь Песней Соломоновых» // Православный путь. 1953. — С. 84-95
- «Крещение Господне» // Церковность. Сан-Франциско, 1953. — № 2. — С. 1-2
- «Наш Спаситель» // Церковность. Сан-Франциско, 1953. — № 2. — С. 2-3
- «Свет Великий» // Церковность. Сан-Франциско, 1953. — № 7. — С. 7-8
- Чудотворные иконы. К пребыванию «Курской-Коренной» Чудотворной иконы Богоматери в г. Сан-Франциско // Церковность. Сан-Франциско, 1953. — № 7. — С. 1-4
- «Помощь Неба» // Церковность. Сан-Франциско, 1953. — № 11. — С. 1-3
- «Земля и Небо» // Церковность. Сан-Франциско, 1954. — № 1. — С. 1-4
- «Наука жизни» : О преподавании Закона Божия // Православная Русь. 1954. — № 19. — С. 4-7
- По поводу одного заговора. Римо-католики и мы // Наше время. Сан-Франциско, 1954. 12-13 марта
- "Почитание святы"х // Церковность. Сан-Франциско, 1954. — № 6. — С. 6-7
- «Предмет пререканий» // Церковность. Сан-Франциско, 1954. — № 2. — С. 1-4
- «Великий раскол 1054 года» // Церковность. Сан-Франциско, 1954. — № 6. — С. 1-2 (Прил.)
- «Христос Воскресе! Пасха — Христос, Избавитель» // Церковность. Сан-Франциско, 1954. — № 4. — С. 1-4
- «Соловецкий лагерь. Первые впечатления» // День русского ребёнка. Вып. 18. San Francisco, 1951. — С. 252—260
- «Спасительный путь» // Церковность. Сан-Франциско, 1954. — № 6. — С. 1-5
- «Троице Святая, слава Тебе!» // Церковность. Сан-Франциско, 1954. — № 5. — С. 1-4
- «Христос Воскресе! Да празднует же мир..: Христос бо возста, веселие вечное» // Церковность. Сан-Франциско, 1955. — № 2. — С. 1-3
- Американский раскол // «Православная Русь». — 1955 — № 11. — С. 8-11
- «Церковная и личная политика. По поводу рецензии Еп. Иоанна (Шаховского)» // Владимирский Православный Русский календарь на 1957 г. Нью-Йорк, [1956]. — С. 119—123
- «Мученическая кончина архиеп. Иоанна : к 25-летию её : Из готовящегося к печати третьего тома „Новомучеников“ протопр. М. Польского» // Православная Русь. 1959. — № 19. — С. 5-6
- [Рецензия] / Прот. М. П. // Православная Русь. 1970. — № 24. — С. 15. Рец. на кн.: Православно-христианское учение об истинной вере и жизни, в обличение атеизма и в опровержение доктрины неверия. Луч света на вековые тайны / Сост. Архимандрит Пантелеимон. [Б. м.], 1970. 400, 480 с.
- Патриарх Тихон: («Новые Мученики Российские» прот. М. Польского) // Владимирский Православный русский календарь на 1975 год. N. Y., 1974. — С. 1-42